# Porte Saint-Nicolas (Nancy)
Pour les articles homonymes, voir Porte Saint-Nicolas.
La porte Saint-Nicolas est une porte de Nancy, érigée au tout début du XVIIe siècle au sud de la ville neuve.

## Historique
La première porte Saint-Nicolas fermait l'extrémité Sud de la vieille-ville de Nancy, là où désormais s'élève la célèbre Place Stanislas. La porte donnait sur la rue Saint-Nicolas, à l'époque faubourg, c'est-à-dire hors les murs. Une partie de l'enceinte bastionnée à laquelle cette ancienne porte appartenait est visible dans le sous-sol du Musée des beaux-arts de Nancy.
Lors de la création de la ville-neuve, celle-ci fut détruite et le nom fut alors donné à la nouvelle porte, située le plus au sud de la nouvelle ville, toujours en direction de Saint-Nicolas-de-Port.
L'on y prélevait l'octroi sur les marchandises qui entraient dans la ville.
Au XVIIIe siècle, elle est le lieu d’accueil des nouveaux ducs par la municipalité. L’aspect de la face intérieure de la porte est connu notamment grâce à une gravure de l'artiste lorrain Dominique Collin, au service du roi Stanislas. En 1761, l’hôtel de ville de Nancy avait fait réparer la face intérieure de la porte Saint-Nicolas à l’occasion du passage de Mesdames de France, Adélaïde et Victoire, filles du roi Louis XV. Ces dernières venant prendre les eaux de Plombières, visitèrent Nancy lors de leur voyage et passèrent par la porte Saint-Nicolas le 4 juillet 1761. La porte réparée permettait une entrée triomphale dans la ville. Le sculpteur Louis Le Noir fut chargé de la restauration.

La porte Saint-Nicolas fut classée monument historique par un arrêté du 15 janvier 1925.

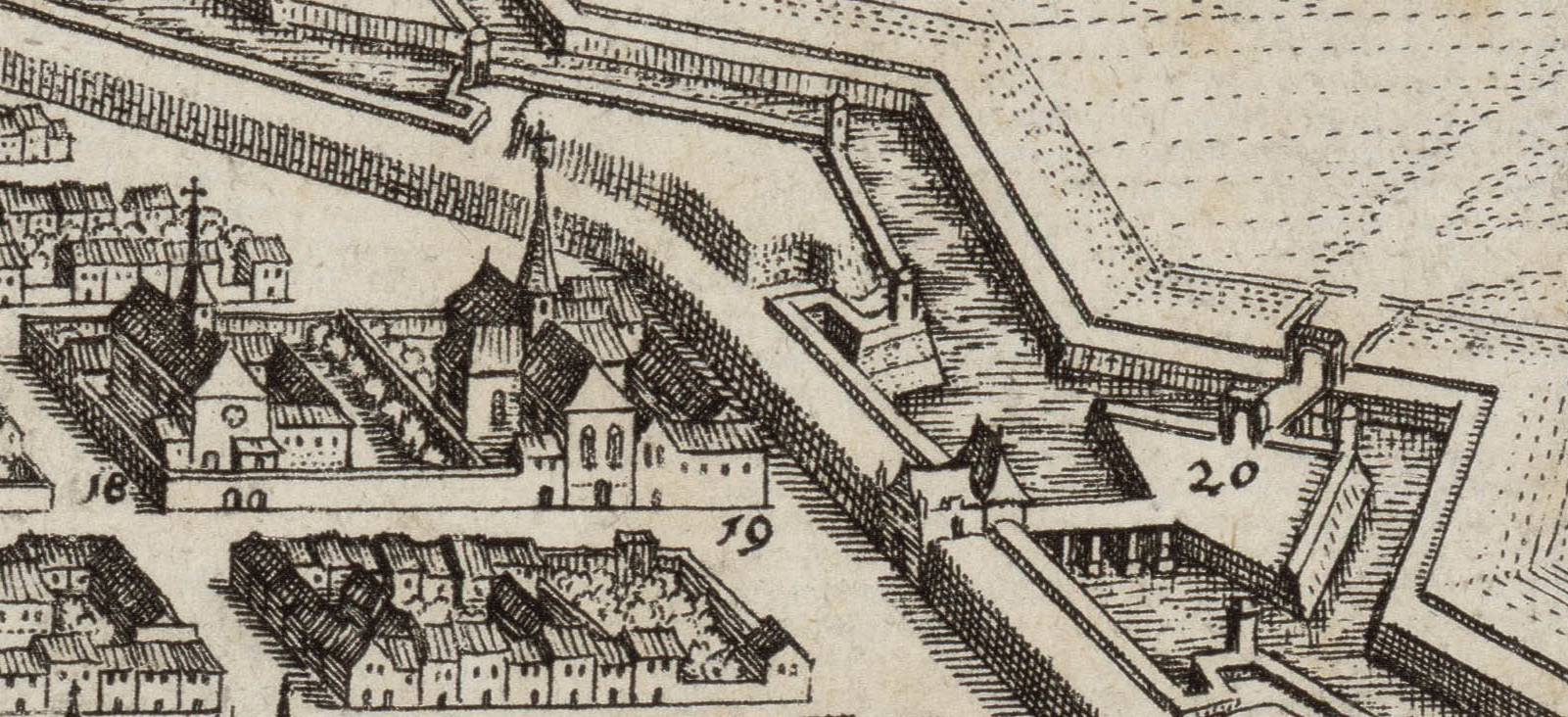
La porte Saint-Nicolas sur un plan de 1620 environ.

## Situation et accès
Elle se trouve à l'extrémité de la rue Saint-Dizier pour sa partie nord et donne sur la Place des Vosges pour sa face sud. Elle est aussi le départ de la rue des Fabriques.

## Description
Comme les autres portes de la ville construites à cette époque (porte Saint-Georges et Porte Saint-Jean), la porte était percée, en son centre, d'une large ouverture en plein cintre, et de chaque côté par deux ouvertures réduites destinées à l'usage des piétons, dans un style qui reste empreint de la Renaissance.
Le fronton est décoré des armoiries du duc René II, entourées d'aigles dont l'un couronne une tête de chevalier (symbole de la victoire). Ceci fait référence à la bataille de Nancy, en 1477, où René II vainquit les troupes de Charles le Téméraire, à proximité de l'église Notre-Dame-de-Bonsecours, à l'extrémité de l'avenue qui ouvre sur la porte.

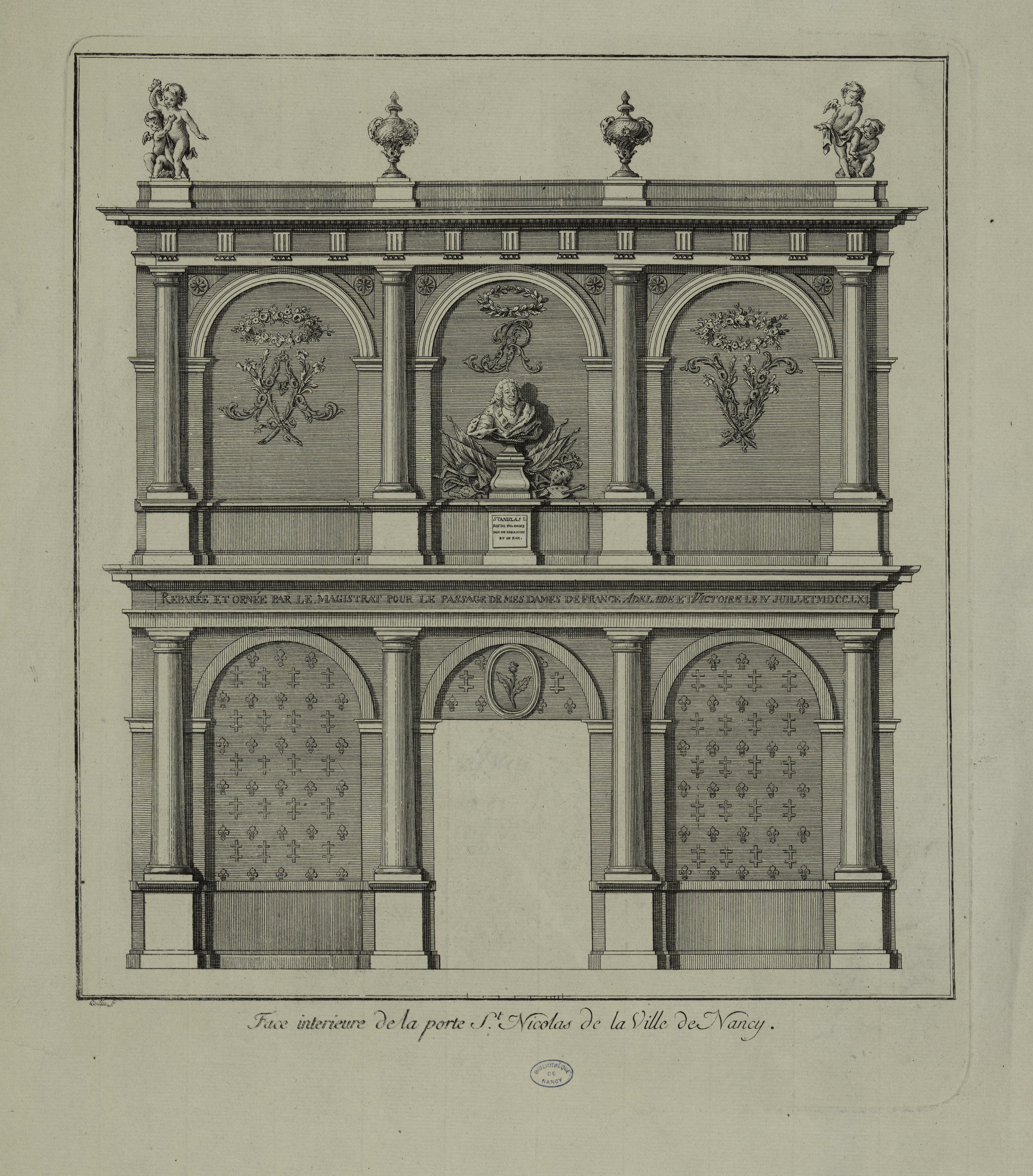
Face intérieure de la porte Saint Nicolas de la ville de Nancy, Réparée et ornée pour le passage de Mesdames de France, Adélaïde et Victoire, le 4 juillet 1762

En 1761, la façade intérieure est restaurée par le sculpteur de Stanislas, Louis Le Noir. Sur la gravure de l’artiste Dominique Collin de 1761, se trouvent les groupes d’enfants et vases sculptés sur des socles d’ordre dorique par Le Noir. Dans le portique central fut placé, lors de la restauration, le buste de Stanislas sur un piédestal sous une couronne de laurier et de part et d’autre se trouvaient les chiffres de Mesdames, filles du roi Louis XV, ornés de fleurs.
Au XIXe siècle, l'ouverture centrale divisée en deux arches plus réduites et l'intérieur de la porte fut ouvert, il n'en reste donc plus que les façades.
Dans la seconde moitié du XXe siècle, une voie de circulation fut créée à gauche de la porte pour faciliter la circulation des bus. Ces modifications l'ont ainsi privée de sa voûte, et l'intérieur est désormais à ciel ouvert.

### Rénovation de la place au XXIesiècle
Dans le cadre de la rénovation de la vieillissante Place des Vosges entamée en 2013, la porte Saint-Nicolas a été entièrement rénovée avec l'achèvement des travaux en novembre 2019.

## Galerie photos

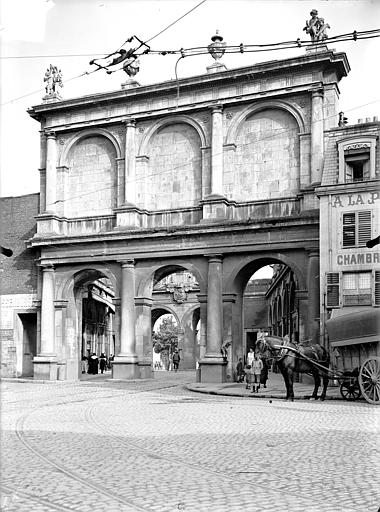
Début XXe siècle, la façade vers la rue Saint-Dizier, base mémoire.
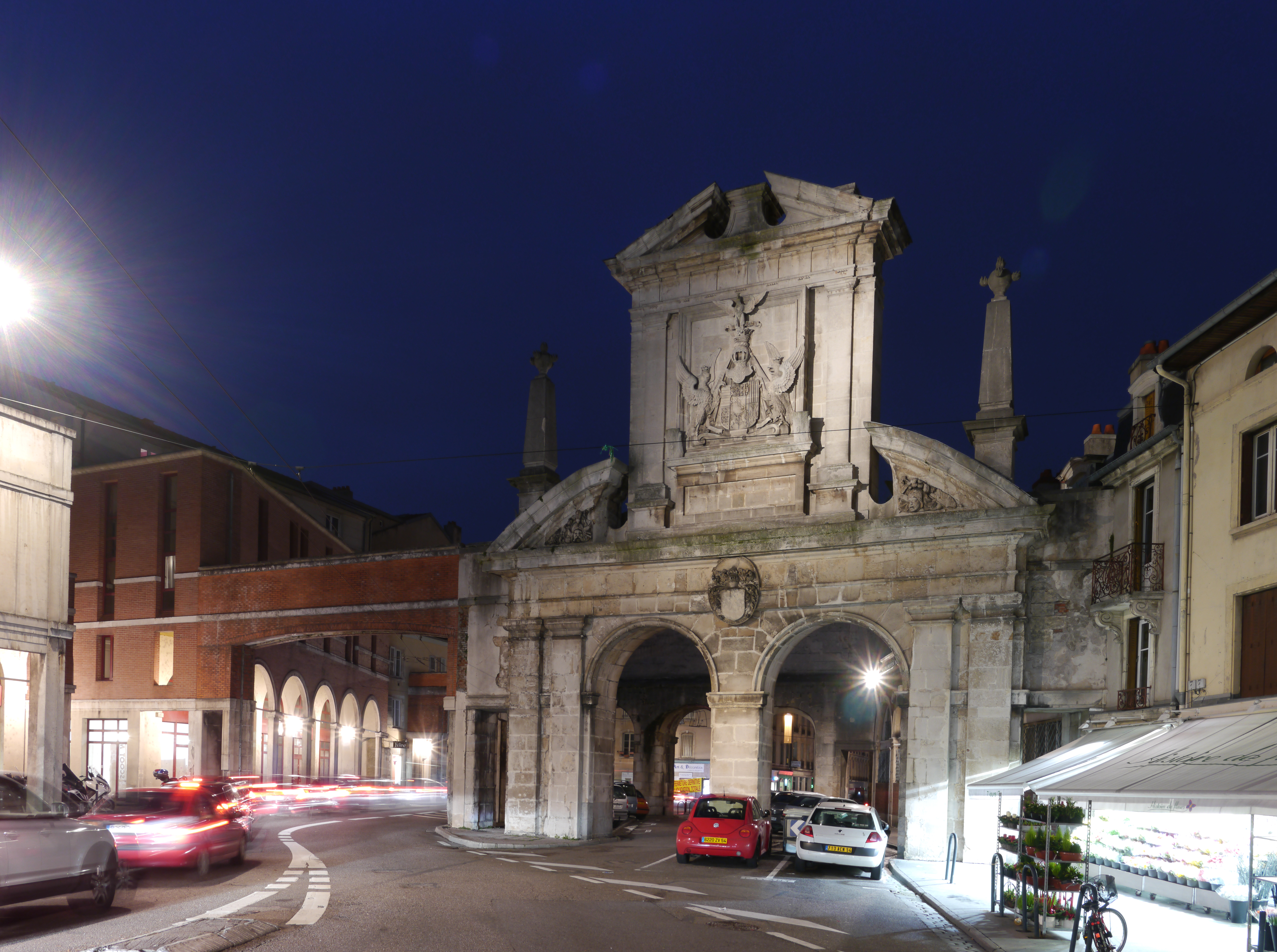
Face sud depuis la place des Vosges avant sa rénovation en 2011
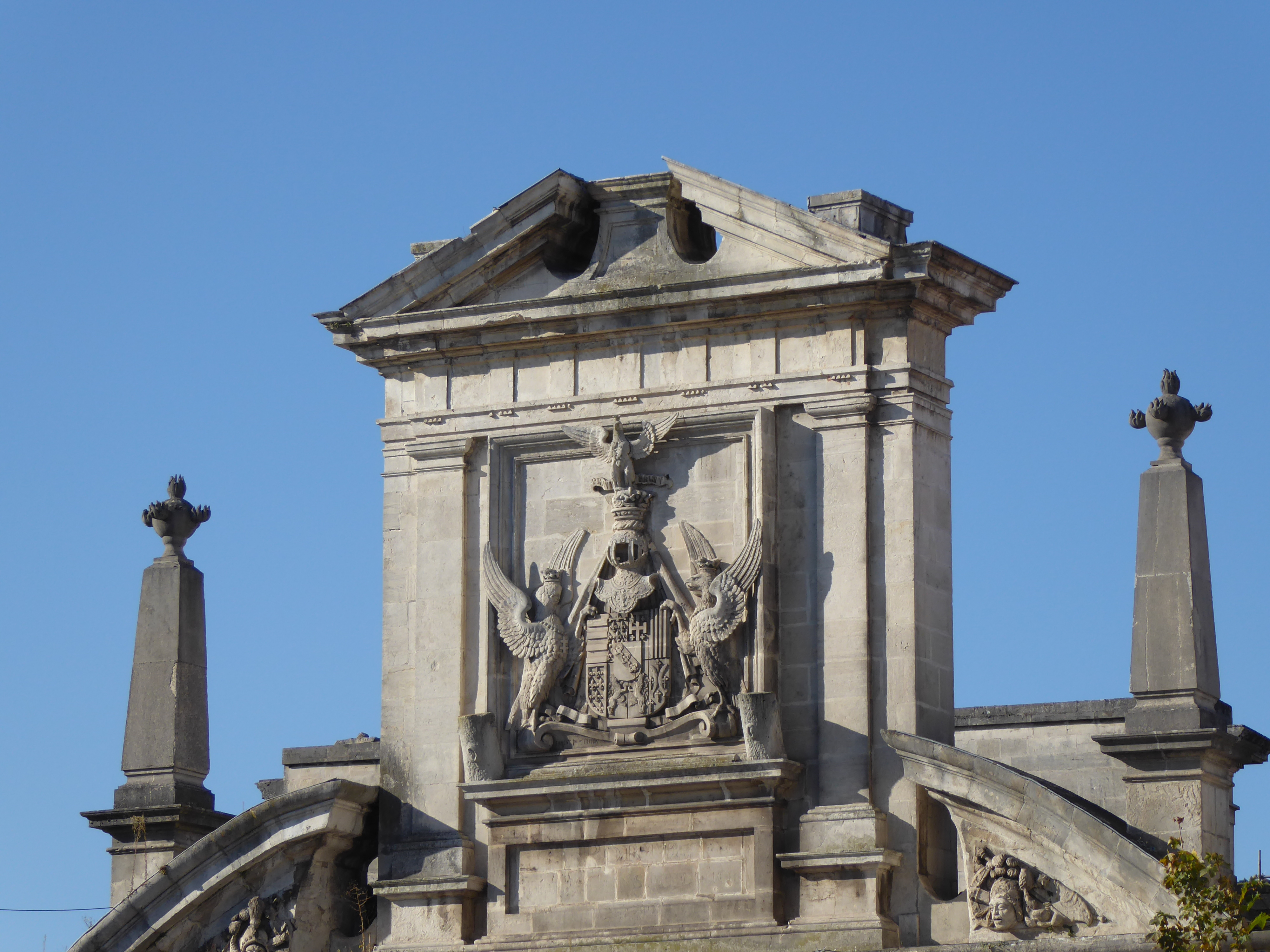
Fronton aux armes de René II.
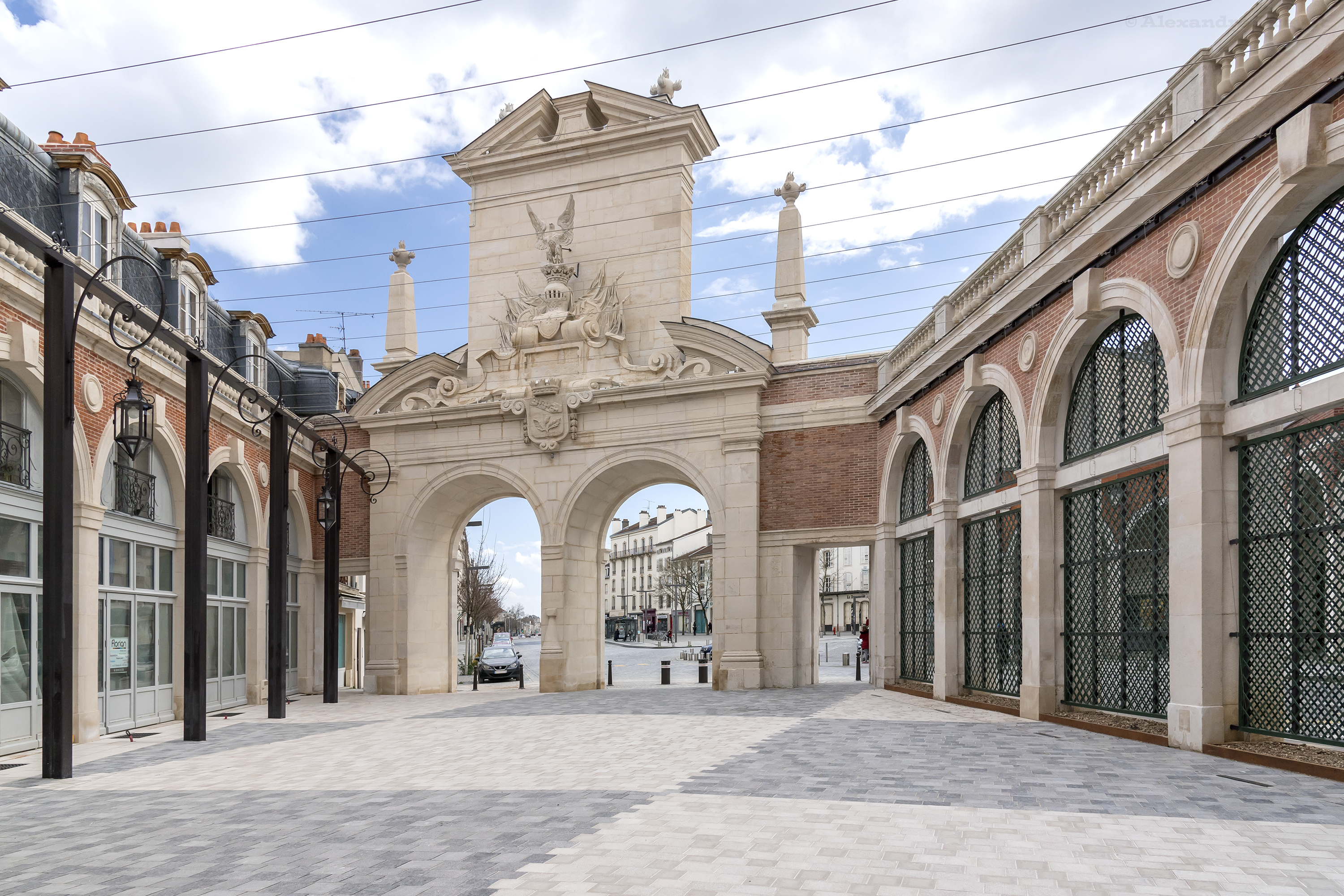
Face nord depuis la place des Vosges après sa rénovation en 2020.
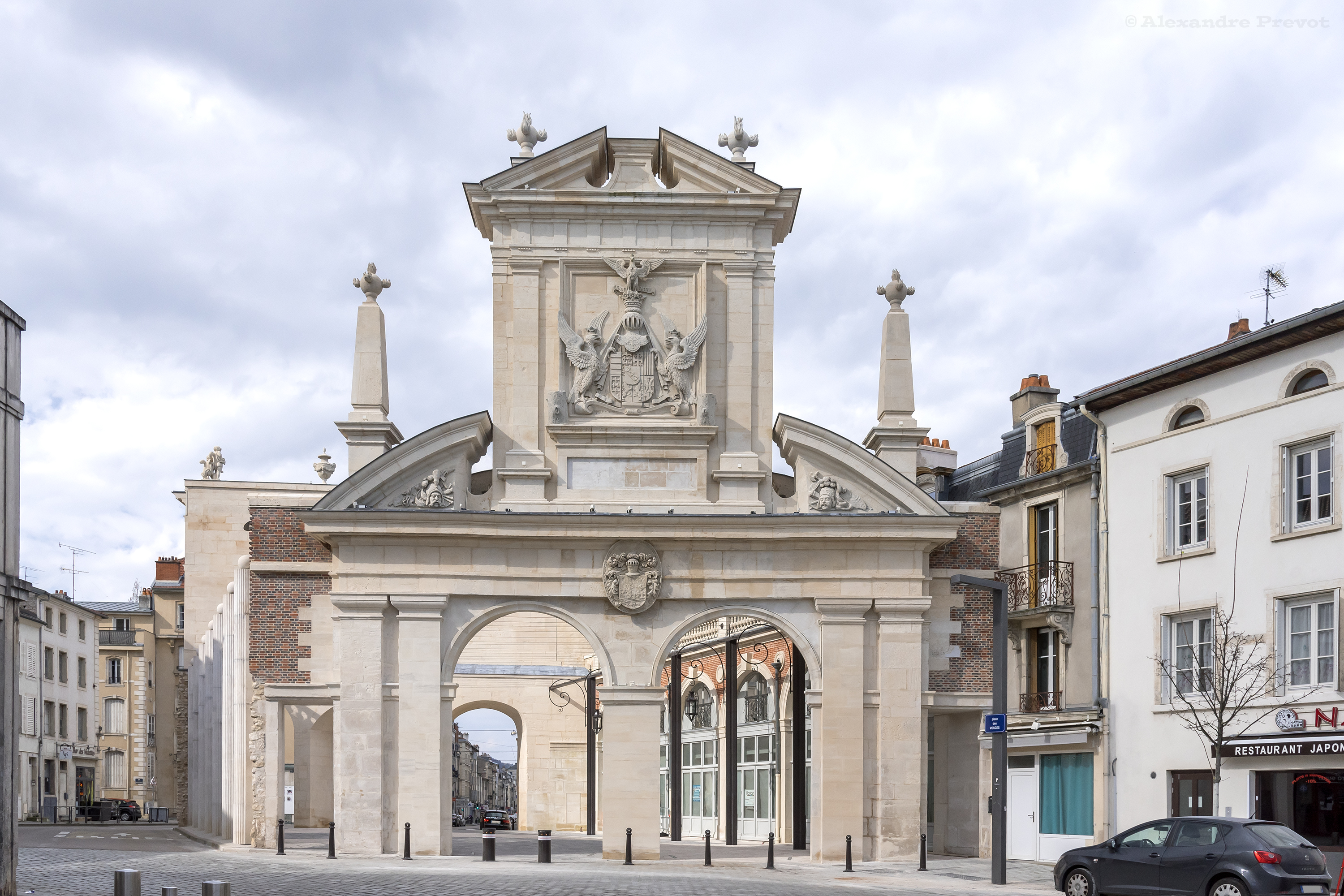
Face sud depuis la place des Vosges après sa rénovation en 2020.
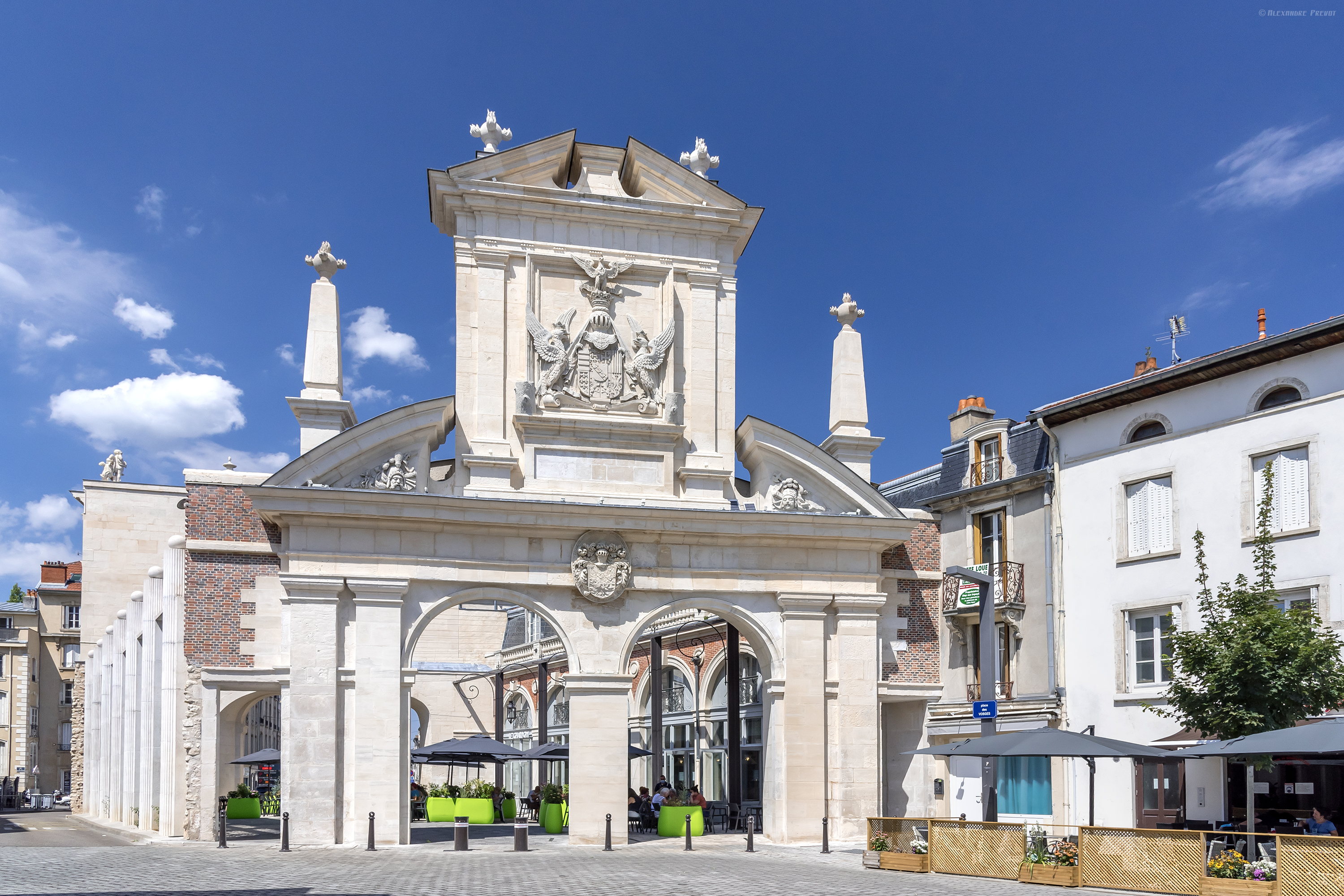
Durant les beaux jours, les cafés ouvrent leurs terrasses sur la place.